# Hammarudda
Hammarudda är en udde i Åland (Finland). Den ligger i den sydvästra delen av landskapet, 9 km väster om huvudstaden Mariehamn. Hammarudda ligger på ön Fasta Åland.
Terrängen inåt land är platt. Havet är nära Hammarudda åt sydväst. Närmaste större samhälle är Mariehamn, 9,3 km öster om Hammarudda. 